# حسن عمر محمد إبراهيم سويد
حسن عمر محمد إبراهيم سويد برلماني يمني، عضو في مجلس النواب، رئيس لجنة المياه والبيئة عن الدورة البرلمانية 2003-2009 وعضو الكتلة البرلمانية لنواب حزب المؤتمر الشعبي العام عن الدائرة الانتخابية رقم (192) بمحافظة الحديدة.
أثناء عضويته في مجلس النواب، شغل منصب وزير الزراعة والري في حكومة باجمّال الثانية 2003-2006.
من مواليد عام 1969 مديرية باجل محافظة الحديدة. حاصل على بكالوريوس علوم زراعية.

## فترة المجلس
باتفاق عرف باسم «إتفاق فبراير» مُددت فترة المجلس لمدة عامين، وبقيام ثورة الشباب اليمنية لم تُجرَ الانتخابات، وبحسب إتفاق المبادرة الخليجية مُددت لمدة عامين آخرين حتى 2013. ولكن نظراً للأزمة السياسية المستمرة منذ ذلك العام واندلاع الحرب القائمة منذ 2015 لم يتسنى انتخاب مجلس نواب جديد، ولا تزال الشرعية متجسدة في المجلس المنتخب عام 2003 حتى اليوم.